# Isoetes pringlei
Isoetes pringlei är en kärlväxtart som beskrevs av Underw.. Isoetes pringlei ingår i släktet braxengräs, och familjen Isoetaceae. Inga underarter finns listade i Catalogue of Life.